# Снопок Старый
Снопок Старый — посёлок в Орехово-Зуевском муниципальном районе Московской области. Входит в состав сельского поселения Верейское. Население — 25 чел. (2010).

## География
Посёлок Снопок Старый расположен в северной части Орехово-Зуевского района, примерно в 8 км к юго-востоку от города Орехово-Зуево. Высота над уровнем моря 119 м. К посёлку приписано 9 СНТ. Ближайший населённый пункт — посёлок Снопок Новый.

## История
Образован в советское время, на карте 1941 года отмечен как Снопки.
До муниципальной реформы 2006 года посёлок входил в состав Верейского сельского округа Орехово-Зуевского района.

## Население
По переписи 2002 года в посёлке проживало 17 человек (8 мужчин, 9 женщин).
| 2002 | 2006 | 2010 |
| ---- | ---- | ---- |
| 17   | ↗22  | ↗25  |